# Унион Сан-Жуан
Спортивный клуб «Унион Сан-Жуан» (порт. União São João Esporte Clube) — бразильский футбольный клуб из Арараса, Сан-Паулу.

## История
14 января 1981 клуб был основан Эрминио Ометто, который был владельцем Усина Сан-Жуан (имеется в виду завод Сент-Джонс). Клуб был основан в том же месте, что и завод, после его закрытия.
В 1987 году «Унион Сан-Жуан» выиграл Лигу Паулисту (спец-дивизион), победив «Сан-Жозе» в финале. Клуб был повышен до первого уровня на следующий год.
В 1988 году клуб выиграл свой первый национальный чемпионат. «Унион Сан-Жуан» выиграл Серию C чемпионата Бразилии, победив «Эспортиво Пассенсе» в финале. Клуб перешёл в Серию B в следующем году.
В 1989 году «Унион Сан-Жуан» дебютировал в Серии B и занял 29-е место. В том же году клуб сыграл четыре товарищеских матча в Японии. Клуб выиграл два матча и сыграл вничью в двух других.
В 1993 году Серия A была расширена до 32 клубов, таким образом, «Унион Сан-Жуан» оказался в Высшем дивизионе. Клуб закончил сезон с лучшим результатом за всю свою историю, заняв 12-е место. В 1994 году клуб превратился в акционерное общество. Клуб занял 21-е место в Серии A.
В 1995 году «Унион Сан-Жуан» завершил сезон на последнем 24-м месте в Серии A, и вылетел в Серию B.
В 1996 году клуб выиграл свой второй чемпионат. В финальном раунде «Унион Сан-Жуан» опередил «Америку Натал», «Наутико Ресифи» и «Лондрину». Клуб вернулся в Серию А.
В 1997 году «Унион Сан-Жуан» закончил чемпионат на 26-м месте, которое было последним в турнирной таблице и вновь вернулся в Серию B.
В 2002 году клуб был вторым в Лиге Паулисте, уступив только «Итуано». Однако в турнире не участвовали самые сильные и популярнейшие клубы Сан-Паулу.
В 2003 году «Унион Сан-Жуан» участвовал в Серии B, заняв 24-е место, которое было последним в турнирной таблице, в результате чего клуб вылетел в Серию C.
В 2005 году клуб был понижен во второй дивизион Лиги Паулиста. Клуб провёл семь сезонов в этом дивизионе, много раз был близок к возвращению в первый дивизион, но в 2012 году он понизился в третий дивизион, а в следующем году — в четвёртый. Не сумев вернуться в третий дивизион в 2014 году, «Униан Сан-Жуан» из-за финансовых трудностей временно снялся с соревнований, вернувшись в профессиональный футбол восемь лет спустя.

## Стадион
Домашние матчи «Унион Сан-Жуан», как правило, играет на стадионе Эрминиан, который имеет максимальную вместимость 22000 человек. Его официальное название — Эстадио Эрминио Ометто.

## Символика клуба
Официальный гимн клуба был написан Флавио Аугусто и Карлосом Роха. Цветами «Унион Сан-Жуана» являются белый и зелёный. Прозвище клуба — Арарас, то есть попугаи ара. Талисманом «Унион Сан-Жуана» является попугай ара.